# Achille Manara
Achille Manara (ur. 20 listopada 1827 w Bolonii, zm. 15 lutego 1906 w Ankonie) – włoski duchowny katolicki, arcybiskup Ankony i Numany, kardynał.

## Życiorys
Kształcił się w seminarium bolońskim (doktorat z teologii), a także na Uniwersytecie Bolońskim (doktorat utroque iure). Święcenia kapłańskie otrzymał 25 maja 1850. pracował duszpastersko w rodzinnej archidiecezji m.in. jako kapelan w szpitalu i kanclerz kurii. Uzyskał tytuł szambelana Jego Świątobliwości.
12 maja 1879 został mianowany biskupem Ankony i Numany. Konsekrowany w Rzymie przez kardynała Raffaele Monaco La Valletta. Papież Leon XIII chciał przenieść go do Bolonii, ten jednak oponował, że będąc bolończykiem nie będzie mógł uniknąć nacisków i wplątywania go w różne układy. Powiedział też, że jest skromnego pochodzenia i wobec tego nie będzie miał potrzebnego autorytetu. Papież poruszony ta rozbrajającą szczerością pozostawił go w Ankonie i obdarzył purpurą na konsystorzu z listopada 1895. Brał udział w konklawe 1903. W 1904 Ancona została podniesiona do rangi metropolii, a kard. Manara został jej metropolitą. Pochowany został na miejskim cmentarzu w Ankonie.